# Mediana (tráfico)

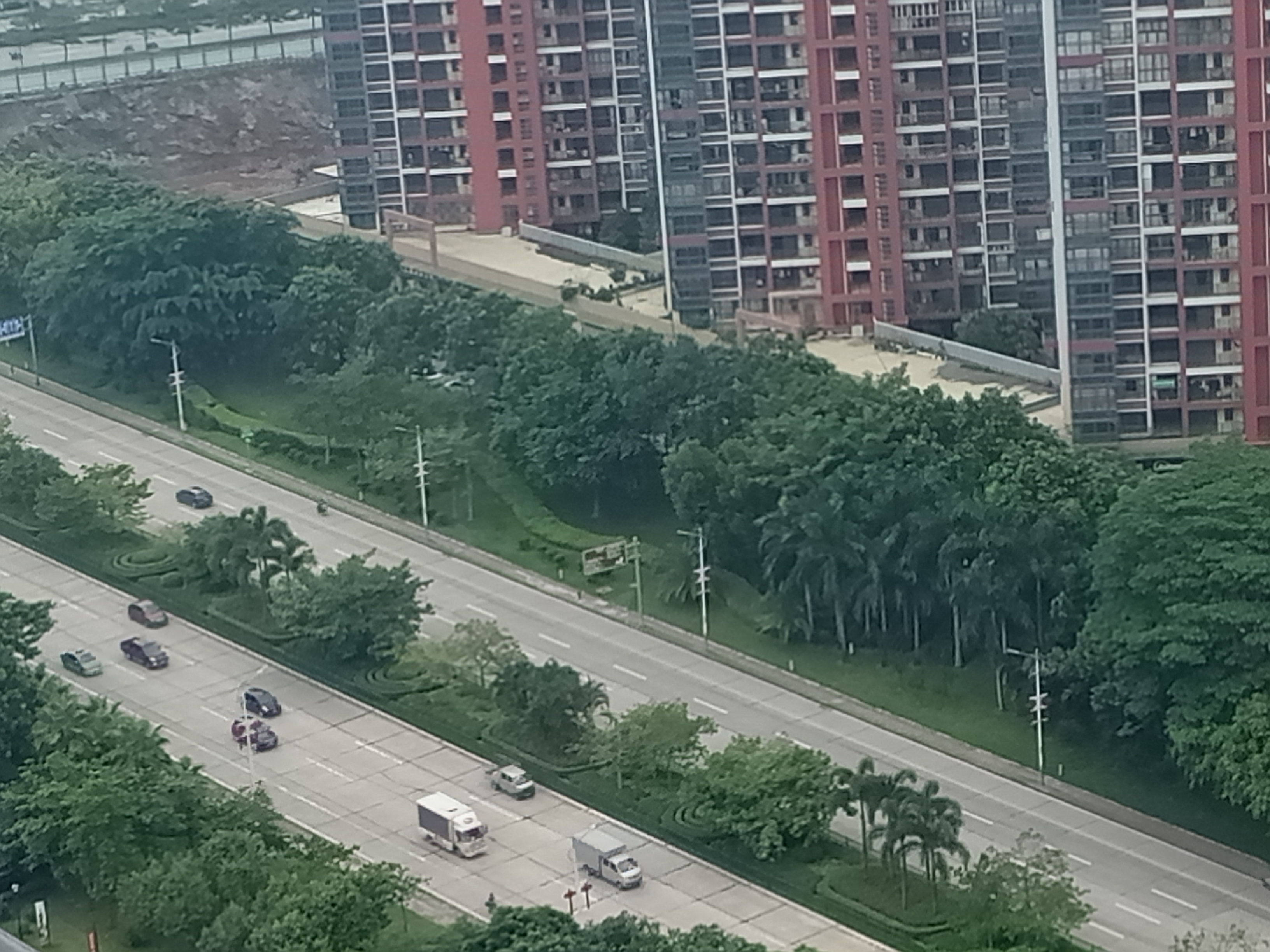
Vista superior de una mediana en una autopista de Huizhou (China).

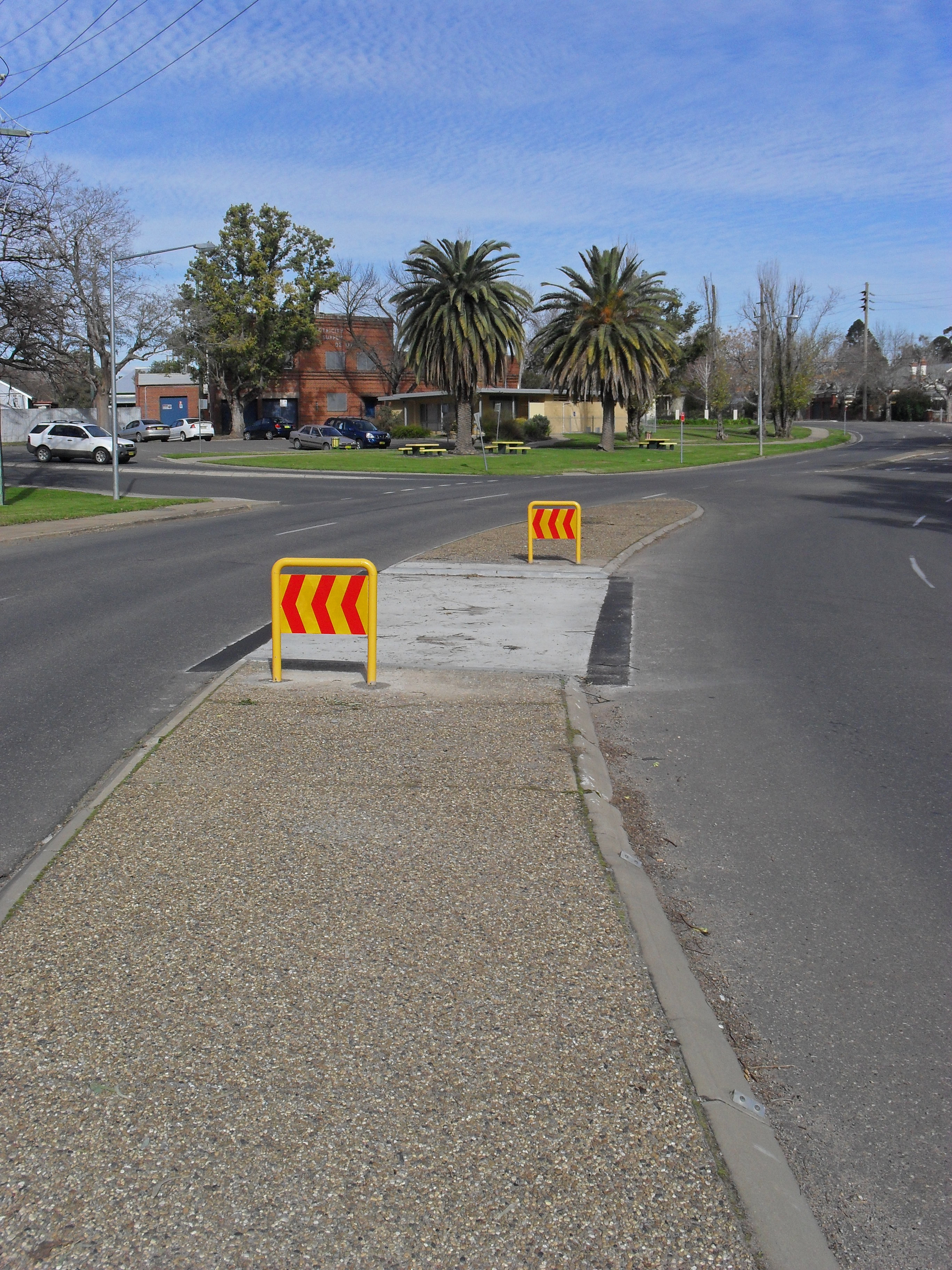
Vista longitudinal de una mediana en una carretera de Wagga Wagga (Australia).

Una mediana, también llamada camellón, isla o bandejón central en algunas zonas de Hispanoamérica, es una franja divisoria situada en mitad de una carretera que tiene la finalidad de separar físicamente los dos sentidos del tráfico, impidiendo el paso entre carriles de dirección contraria.

## Definición legal
En España, el Reglamento General de Carreteras define mediana como:

Franja longitudinal situada entre dos plataformas separadas, no destinada a la circulación.

## Características
Habitualmente suele consistir en un bordillo de cierta altura que imposibilita que un vehículo pueda invadir el sentido contrario en las zonas no habilitadas para ello, como cruces o rotondas. El mismo término se utiliza en autovías y autopistas para designar el espacio interpuesto entre ambos sentidos de circulación. Las medianas suelen estar rellenas de hormigón, aunque en ocasiones pueden contener plantas o incluso árboles como elementos decorativos.